# ديابلبريتس
ديابلبريتس (بالإنجليزية: Diablerets)‏ هو أحد جبال سلسلة جبال الألب البرنية وجزء من القمة الأم فينستيرارون يقع في كانتون فود-كانتون فاليز, Switzerland. يبلغ ارتفاع الجبل حوالي 3210 متر، بينما يبلغ ارتفاع نتوء الجبل 968 متر.